# 黒石市立東英小学校
黒石市立東英小学校（くろいししりつ とうえいしょうがっこう）は青森県黒石市大字上山形にある公立小学校。

## 概要
- 本校は、黒石温泉郷西部、温湯温泉の北側に位置する。

## 沿革
- 1886年（明治19年）
  - 4月24日 - 花巻小学と温湯小学を併合して、東英小学開校。
  - 12月 - 沖浦に分校設置。
- 1887年（明治20年）5月1日 - 東英簡易小学校に改称。
- 1892年（明治25年）
  - 2月1日 - 大川原に分校設置。
  - 4月1日 - 東英尋常小学校に改称。
- 1893年（明治26年）5月 - 大川原分教場設置。
- 1901年（明治34年） - 校舎を新築。補習科廃止。
- 1914年（大正3年）4月1日 - 高等科併置し、東英尋常高等小学校に改称。
- 1918年（大正7年）11月1日 - 全校舎大改築。
- 1926年（大正15年）11月1日 - 校舎増改築。
- 1938年（昭和13年）
  - 2月7日 - 20時頃、出火により全校舎焼失。出火の原因は不明とされた[1]。
  - 9月1日 - 校舎新築工事開始[2]。
- 1939年（昭和14年）
  - 6月30日 - 新築工事完了。
  - 8月5日 - 新築落成記念式典挙行。
- 1941年（昭和16年）4月1日 - 国民学校令により、東英国民学校に改称。同日、校庭を拡張。
- 1947年（昭和22年）
  - 4月1日 - 学校教育法（旧法）施行により、山形村立東英小学校に改称。同日、山形第一中学校を併置し、高等科生を中学校に移籍。更に、厚目内分校を設置。
  - 4月24日 - 創立60周年記念式典挙行。
- 1948年（昭和23年）11月5日 - 大字沖浦字大巻前46番地に厚目内分校の新校舎落成。
- 1949年（昭和24年）4月1日 - 大川原分校が大川原小学校として独立。
- 1954年（昭和29年）4月1日 - 山形村が黒石町に合併され、黒石市誕生により、黒石市立東英小学校に改称。
- 1956年（昭和31年）4月24日 - 創立70周年記念式典挙行。
- 1966年（昭和41年）9月9日 - 創立80周年記念式典挙行。
- 1970年（昭和45年）11月1日 - 中学校校舎新築により、移転。
- 1972年（昭和47年）7月25日 - 学校プール完成。
- 1981年（昭和56年）9月1日 - 職員便所と東側児童便所改築。
- 1982年（昭和57年）7月5日 - プール浄化槽、フェンスの工事実施。
- 1985年（昭和60年）4月22日 - 校地北側土留工事実施。
- 1986年（昭和61年）9月7日 - 創立百周年記念式典挙行。
- 1995年（平成7年） 
  - 4月1日 - 黒石市は、「7月からの校舎新築工事着工」を決定。
  - 7月11日 - 校舎新築工事安全祈願祭を行い、工事開始。
- 1996年（平成8年）
  - 7月10日 - 新校舎が完成し、使用開始。同日、校章を改定。
  - 7月12日 - 体育館新築工事安全祈願祭を行い、工事開始。
  - 12月7日 - 旧校舎解体工事開始。
- 1997年（平成9年）
  - 2月20日 - 新体育館が完成し、使用開始。
  - 8月4日 - 校庭整備完了。
  - 9月20日 - 新築落成記念式典挙行。同日、新校旗が、記念事業協賛会から贈られた。
- 1999年（平成11年）4月1日 - 特殊学級1学級設置。
- 2001年（平成13年）6月1日 - プール校舎北側のフェンスが可動式となる。
- 2002年（平成14年）8月11日 - 体育館外壁家レリーフの補修完了。
- 2003年（平成15年）
  - 11月21日 - 児童会主催の「東英っ子まつり」開催。
  - 11月27日 - プール全面塗装工事完了。
- 2004年（平成16年）
  - 5月21日 - 多目的ホール中仕切りカーテン設置。
  - 6月15日 - 岩石園看板修理工事。
- 2006年（平成18年）
  - 8月20日 - 正門横に、120周年記念ポール完成。
  - 10月6日 - 創立百二十周年の集いと祝賀会開催。
- 2007年（平成19年）4月1日 - 大川原小学校を統合。
- 2008年（平成20年）
  - 4月1日 - 厚目内小学校を統合。
  - 11月16日 - 学習発表会、16年ぶりに復活。
- 2012年（平成24年）4月7日 - 児童会により、校章旗を掲揚。
- 2013年（平成25年）4月1日 - 特別支援学級（自閉症・情緒障害:すずらん学級）設置。
- 2015年（平成27年）4月1日 - 特別支援学級（知的障害:こけし学級）設置。
- 2016年（平成28年）11月18日 - 創立130周年記念誌発行。
- 2017年（平成29年）5月9日 - 前庭のアスレチック3施設撤去。
- 2019年（平成31年）4月1日 - 第5学年・第6学年で、複式学級設置（2019年度のみ[3]）。
- 2020年（令和2年）
  - 7月11日 - 前庭の全遊具撤去。
  - 8月20日 - 体育館トタン屋根の全面張替実施。
- 2021年（令和3年）2月28日 - エアコン・給湯設備の設置。

## 児童数
- 2023年（令和5年）5月1日時点[4]。

| 学年 | 1年 | 2年 | 3年 | 4年 | 5年 | 6年 | 特別支援   | 合計 |
| ---- | --- | --- | --- | --- | --- | --- | ---------- | ---- |
| 学級 | 1   | 1   | 1   | 1   | 1   | 1   | 2          | 8    |
| 児童 | 12  | 11  | 11  | 13  | 10  | 10  | 3 （内数） | 67   |

## 学区
出典
- 二庄内、大川原、南中野、板留、袋、温湯、上山形、下山形、花巻字花巻、花巻字北村下平、花巻字南家岸、花巻字村上、花巻字村家岸、花巻字山手村上、花巻字村下平（9番地(8号・9号)、10番地3号、24番地以降）、花巻字長坂南（11番地3号を除く）、沖浦字青荷澤、沖浦字大巻前

## 周辺
- 学校法人東英学園認定こども園東雲幼稚園 - 進学前幼稚園のひとつ
- 国道102号
- 山形公民館
- 温湯集会所
- 弘前地区消防事務組合黒石消防署山形分署

## アクセス
- 弘南バス「黒石駅大川原線」・「板留・虹の湖線」・「大川原南高校線」（高校登校日の朝の高校行のみ）で、築館バス停下車後、学校正門まで、
  - 黒石駅前行、南高校（土日祝・学校長期休暇期間中は弘前バスターミナル）行のりばから、徒歩45m・約1分。
  - 大川原行、板留・虹の湖行のりばから、徒歩約65m・約1分。。
- 東北自動車道黒石ICから、車で約5.5km・約11分。

## 参考資料
- 『青森県教育史 別巻』（青森県教育委員会・1973年12月20日発行）「学校沿革 小学校」728頁「東英小学校」
- 『黒石市史 通史編II』（黒石市・1988年12月31日発行）955頁～993頁「黒石市史通史 年表」